# Immanuel Ilmoni

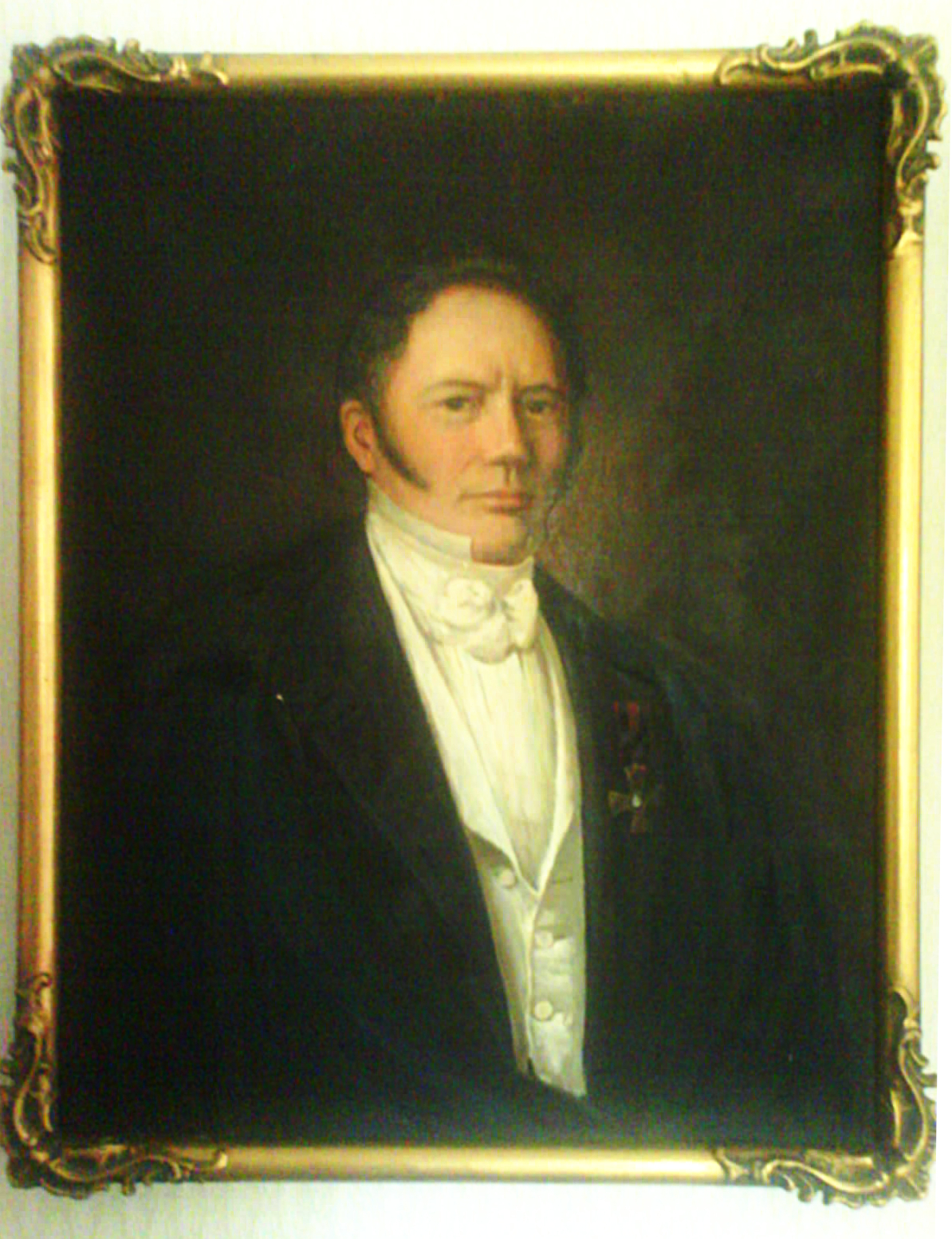
Immanuel Ilmoni (1797-1856)

Immanuel Ilmoni, född 29 mars 1797 i Lojo socken, Nyland, död 14 april 1856 i Helsingfors, var en finländsk läkare och professor.
Ilmoni blev student vid Kejserliga Akademien i Åbo 1814, filosofie magister 1819, medicine kandidat 1822, medicine licentiat 1824 och adjunkt i anatomi och fysiologi i Helsingfors 1826 samt promoverades 1832 till medicine doktor. Efter hemkomsten från en längre vetenskaplig resa innehade han på förordnande åtskilliga läkartjänster samt utnämndes 1834 till professor i teoretisk och praktisk medicin, sedan han för detta ämbete speciminerat med en avhandling De pathologica systematis nervorum gangliosi dignitate. 
I sin medicinska och filosofiska åskådning anslöt sig han nära till Israel Hwasser, med vilken han från sin studietid ända till sin död var mycket nära vän. Sina höga, idealistiska åsikter om läkaryrket uttalade han i sina såväl till innehåll som form utmärkta program och sitt tal vid medicine doktorspromotionen 1847 liksom i broschyren Om läkarens yrke och pligter (samma år).
Bland hans övriga litterära alster märks främst Bidrag till Nordens sjukdomshistoria (tre band, 1846-53). Därjämte utgav han några zoologiska avhandlingar, frukter av hans utlandsresa, samt offentliggjorde i Finska läkarsällskapets Handlingar Medicinskt kliniska iakttagelser från universitetets klinik (1841-46), liksom tillsammans med Lars Henrik Törnroth två häften Analecta clinica iconibus illustrata (1851-54).
Gift 1:a gången 27/5 1833 med Sofie Charlotta Liljenstrand (1812-1849). Barn:
1. Hugo Immanuel Ilmoni, f. 1834
2. Axel Hjalmar Ilmoni, f. 1835
3. Torsten Alfred Ilmoni, f. 1837
4. Torsten Osvald Ilmoni, f. 1841
5. Sofie Alfhild Ilmoni, f. 1841

Gift 2:a gången 1851 med Maria Crohns (1826-1911). Barn:
1. Elin Sofia Ilmoni, f. 1853
2. Irene Maria Ilmoni, f. 1855